# Pamfou
Pamfou – miejscowość i gmina we Francji, w regionie Île-de-France, w departamencie Sekwana i Marna.
Według danych na rok 1990 gminę zamieszkiwało 610 osób, a gęstość zaludnienia wynosiła 59 osób/km² (wśród 1287 gmin regionu Île-de-France Pamfou plasuje się na 753. miejscu pod względem liczby ludności, natomiast pod względem powierzchni na miejscu 362.).